# Tumor renal
Tumores renais ou Neoplasias nefríticas são crescimentos celulares anormais na estrutura renal, que podem formar uma massa palpável na lombar ou nos flancos. Os pequenos geralmente são assintomáticos, mas conforme crescem podem causar sangramento urinário (hematúria), dor abdominal, perda de peso, mal estar, anemia e pressão elevada. Pode causar síndrome paraneoplásica.

## Benignos
A maioria é assintomática e só são descobertos incidentalmente, mas se parecem muito com os tumores malignos ao microscópio, por isso alguns médicos recomendam removê-los por precaução:
- Adenoma renal: Os tumores renais mais comuns, geralmente pequenos, sólidos e de crescimento lento. São tão parecidos com carcinomas de células renais de baixo grau ao microscópio .
- Angiomiolipoma ou Hamartoma renal: Mutaçao genética herdada, frequentemente está associado a esclerose tuberosa, que também causa tumores em outros órgãos.
- Oncocitoma renal: Geralmente tumor assintomático que pode crescer bastante grande, descoberto incidentalmente por um exame de imagem.
- Nefroma cístico: Raro tumor multiocular, similar ao adenoma e ao carcinoma renal ao microscópio. Podem parecer tecido do ovário, com receptores pra estrógeno e progesterona. [2]
- Fibroma renal: Fibromas são raros nos rins. Mais comuns em mulheres. Crescem muito e parecem tumores malignos, portanto são removidos cirurgicamente.
- Lipoma renal: Os lipomas são raros nos rins. Podem se originar das células de gordura dentro da cápsula renal ou de tecido circundante. Mais comuns em mulheres de meia-idade, podem crescer demais causando dor e hematúria.

## Malignos
Dentre os tipos de câncer de rim, mais de 90% são carcinomas. A triada hematúria, dor nos flancos e perda de apetite regularmente não está presente 
- Carcinoma de células renais: O mais comum. Relacionados ao tabagismo, obesidade, hipertensão arterial ou exposição a toxinas no trabalho. Possui 5 subtipos. [4]
- Carcinoma de células transicionais: Cerca de 7% dos tumores renais, surgem do epitélio de transição, comum por toda via urinária. Associado ao tabagismo. Após remoção cirúrgica a taxa de sobrevivência a 5 anos é superior a 90%.
- Nefroblastoma ou tumor de Wilms: Causados por mutações genéticas que podem ser herdadas. Mais comuns em crianças. Após remoção cirúrgica a sobrevivência 5 anos é superior a 90%.
- Sarcoma renal: Menos de 1% dos tumores renais.
- Metástase de outros tumores: como câncer de ovário.